# قمر الصفدي
قمر الصفدي (1948  -)، ممثلة أردنية من أصل سوري.

## عن حياتها
ولدت لأب سوري وأم أردنية، لفتت الأنظار نظراً لتميزها الدراسي ولموهبة الخطابة منذ كانت طالبة على مقاعد الدراسة، ثم عملت فـــــي الإذاعة الأردنية، ومنحت لها الفرصة فكانت من أوائل من ارتاد خشبة المسرح، وشاركت في بطولة أول مسلسل أردني فندق باب العامود وكانت لها سلسلة من المسلسلات البدوية ، فاستحقت أن تحظى بلقبِ (عميدةِ الممثلاتِ الأردنيات)، وكان لها مع الفنان محمود أبو غريب دور مهم في إنشاء نقابة للفنانين الأردنيين، ومن المفارقات أن النقابة بعد إنشائها لم تسمح للفنان أبو غريب بالانتساب إليها لأنه لم يكن يحمل الجنسية الأردنية؛ إذ إن جنسيته كانت فلسطينية، وقد حصل في آخر حياته على الجنسية الأردنية بمكرمة خاصة من جلالة ملك الأردن.

## أعمالها

### المسلسلات التلفزية
- (1969): فندق باب العامود وهو أول مسلسل أردني عام 1969 مع الفنان وحيد جلال
- (1972): الليلة السوداء.
- (1972): مقامات الحريري.
- (1998): قمر وسحر في أجواء بدوية ومَدَنيّة.
- (2008): الرحيل بدور مثايل.
- (2011): السقاية.
- هارون الرشيد مع الفنان وحيد جلال.
- عروة بن الورد بدور سلمى وهو من التراث العربي من إخراج صلاح أبو هنود و من بطولة أسامة المشيني
- بدوي السياط بدور رابحة.
- صقور لا تلهث.
- سلطانة كضيفة شرف.

### المسلسلات اللاتينية المدبلجة
- المسلسل البرازيلي "معا إلى الأبد" أداء صوت لينور
- مسلسل مانويلا صوت ميراندا
- مسلسل جوهرة القصر
- مسلسل اللؤلؤة السوداء صوت روزاليا
- مسلسل سيدتي
- مسلسل امبراطورية

### الإذاعة المسموعة
- قمر ونجوم: (عرض عبر الإذاعة الأردنية وهو من إعدادها وتقديمها حيث تستضيف شخصيات مختلفة من كافة المجالات لتتعرف على أسرار نجاحهم ).
- عفواً أيها الزوج المحترم

### الدوبلاج الكرتوني
مَخارِجُ حروفِها المُتَمكِّنة جَذَبَتْ إليها أنظارَ المُنتجينَ في الدوبلاجِ الكرتوني، فهي لاتزال تعمل مع فريقِ الدبلجة الكرتوني، فكانت أعمالها:
- سالي (الراوية+آنسة منشن)
- صاحب الظل الطويل (دور سالي+مديرة الملجأ وشخصيات متعددة)
- الكابتن ماجد (في دور ياسين +والدة ماجد)
- فيردي (الراوية)
- سوار العسل (الراوية+ والدة سوار +نواعم)
- التوأمان (إيزابيل)
- جزيرة الدب (الراوية)
- نصف بطل (ميلودي+ توتو)
- أليس في بلاد العجائب (سيدة القلوب)
- الرغيف العجيب (عسل+شخصيات متعددة)
- أبطال التزلج (انغريد)
- مغامرات في الغابة (الراوية)
- بيف وهيركول (شرشور)
- مدينة الألوان
- الأيام السعيدة ج1 (فـي دور : ساندي)
- رحلة إلى أفريقيا (فـي دور : ساندي) وهو الجزء الثاني من مسلسل الأيام السعيدة
- مخلص صديق الحيوان (السماني الأم)
- مغامرات جامبا (الفأر فروقر)
- كاليميرو وفاليريانو (في دور: فاليريانو+ روسيتا) وهو الجزء الثاني من مسلسل كاليميرو
- پوليانا (الراوية)
- الفتى كامل (كامل)
- في قديم الزمان (كابيج)
- هيلين كيلر (فلم) (الراوية+الخادمة)
- غار غان توا (عدة شخصيات)
- أحلام وفرح (جدة فرح+عدة شخصيات)
- فرقة المطاردة
- الدببة الطيبون
- القط التائه
- جول وجولي (المعلمة)
- شارع القطط
- المناهل (لعبت دوراً صوتيا في إلقاء وقراءة الجمل التعليمية)
- أخلاقنا الحميدة (كرتون إسلامي)
- المغامران
- أبطال السباق
- بحيرة الحوت (فلم)
- مدرستي ما أحلاها
- أحلام الصغيرات الثلاث
- الباص العجيب الجزء الأول والثاني
- داينو
- البنادل
- أبطال النغم
- حكايات من الماضي
- دانة والبحر
- ليلى والذئب
- أحلام الصغيرات الثلاث
- مملكة بين وهولي الصغيرة
- أحلام جريني
- عائلتي مسلسل مدبلج للأطفال
- بستان الثقافة
- (التوائم) أحلام الصغيرات الثلاث
- فرسان بلا حدود
- الثعلب الصغير ماهر (فلم)

## الجوائز والتكريمات
- وسام الملك عبد الله الثاني بن الحسين للتميز من الدرجة الثانية 2019 [2][3]
- وزارة الثقافة للمسرح والسينما فـــــي الأردن عام 2002
- (2008)  الأردن: جائزةِ الدولة التقديرية في حقل التمثيل مناصفة مع الممثل محمد عبادي.[4]
- مهرجان المسرح العربي 2008
- مهرجانِ المسرحِ الوطني المُحترف فـي الجزائر عام 2011
- المركز الثقافي العربي عام 2012
- مُنِحت لقبَ [المرأةِ النموذج] ضمنَ حملة الأيادي البيضاء عام 2010

## وصلات خارجية
- قمر الصفدي على موقع قاعدة بيانات الأفلام العربية